# Preaek Prasab
Preaek Prasab là một huyện nằm ở Tỉnh Kratié, Campuchia. 
Huyện này có các xã và làng sau:
| Preaek Prasab  | |
| Khum (Xã)      | Phum (Làng) |
| Chambak        | Chambak Ti Muoy, Chambak Ti Pir, Chrouy Ampil Ti Muoy, Chrouy Ampil Ti Pir, Chrouy Thma, Stueng Thum                                               |
| Chrouy Banteay | Chrouy Banteay, Kampong Dar, Kaeng, Khsach Tob, L'iet, Roka Thum, Tuol Prich                                                                       |
| Kampong Kor    | Chrouy Snaeng Krabei Kraom, Chrouy Snaeng Krabei Leu, Kampong Kor, Ta Mau Leu                                                                      |
| Kaoh Ta Suy    | Chong Kaoh, Kandal Kaoh, Kbal Kaoh |
| Preaek Prasab  | Boeng Leach, Dei Doh Kraom, Dei Doh Leu, Ou Lung, Preaek Prang, Preaek Prasab Kandal, Preaek Prasab Kraom, Preaek Prasab Leu, Preaek Ku, Thma Reab |
| Ruessei Keo    | Boeng Rey, Ruessei Kaev, Sralau Damnak, Svay Chum                                                                                                  |
| Saob           | Boeng Chraeng, Khla, Preaek Chik, Preaek Prolung, Preaek Roka, Saob Kraom, Saob Leu                                                                |
| Ta Mau         | Kraham Ka Leu, Kraham Ka Kraom, Khsat, Preaek Svay, Stueng Tro, Ta Mau Kandal, Ta Mau Kraom                                                        |

Bản mẫu:KratieProvince